# إس. سوريش كومار
إس. سوريش كومار (بالإنجليزية: S. Suresh Kumar)‏ هو سياسي هندي، ولد في 11 نوفمبر 1952 في بنغالور في الهند. حزبياً، نشط في بهاراتيا جاناتا.